# Zeus i Roksana
Zeus i Roksana – amerykański film przygodowy z 1997 roku.

## Obsada
- Steve Guttenberg – Terry Barnett
- Kathleen Quinlan – Mary Beth Dunhill
- Arnold Vosloo – Claude Carver
- Dawn McMillan – Becky
- Miko Hughes – Jordan Barnett
- Majandra Delfino – Judith Dunhill
- Jessica Howell – Nora Dunhill
- Duchess Tomasello – Pani Rice
- Shannon K. Foley – Linda, asystentka Claude’a
- Jim R. Coleman – Phil, asystent Claude’a
- Alvin Farmer – Floyd

## Fabuła
Terry Barnett jest kompozytorem, który samotnie wychowuje syna Jordana. Wynajmuje na lato dom, w pobliżu którego mieszka Mary Beth Dunhill razem z córkami Judith i Norą. Kobieta prowadzi badania nad zachowaniami delfinów w środowisku naturalnym, a jej ulubienicą jest samica Roksana. Pewnego dnia pies Terry’ego Zeus dostaje się na pokład statku, na którym płynie Mary z asystentką Becky. Gdy psiak trafia za burtę, Roksana ratuje go. Mary zaintrygowana całą sytuacją robi zdjęcia i robi notatki na temat zdolności komunikacyjnych zwierząt. Zaczyna badać to zjawisko. Ale jej wyniki badań próbuje skraść Claude Carver - jej konkurent i podpisać się pod nimi. W międzyczasie Jordan zaprzyjaźnia się z Judith i Norą. Razem planują wyswatanie swoich rodziców...